# Bu Kadar Mı?
Bu Kadar Mı? è un singolo di Emre Altuğ, il primo estratto dall'album Dudak Dudağa nel 2004.
Il video di Bu Kadar mı? è stato girato dal regista Mustafa Mayadağ, e le riprese sono state realizzate ad Istanbul con una modella russa nell'aprile 2004.